# Guatambu
Guatambu este un oraș în Santa Catarina (SC), Brazilia.